# День победы над Японией
День Побе́ды над Япо́нией или День Победы в Ти́хом океа́не (англ. Victory over Japan Day, Victory in the Pacific Day, VJ Day, VP Day) — праздник, который отмечается 14 августа в Великобритании и 2 сентября в США. Первая дата связана с первоначальным анонсом о капитуляции Японии (15 августа 1945 года в Японии из-за разницы в часовых поясах), а вторая — с окончательным подписанием акта о капитуляции Японии, которая ознаменовала конец Второй мировой войны.
VJ Day (по аналогии с VE Day — День Победы в Европе) отмечается на официальном уровне 15 августа в Великобритании, в то время, как США празднуют его 2 сентября. 
В Японии 15 августа известен как «День памяти окончания войны»  (яп. 終戦記念日), но официально называется «День траура по погибшим и мольбы за мир»  (яп. 戦没者を追悼し平和を祈念する日). Это название было принято постановлением правительства Японии в 1982 году.
В СССР 3 сентября было объявлено праздником победы над Японией. Формально указ не отменялся, но фактически праздник перестали отмечать после того, как в 1947 году 3 сентября стало рабочим днём. С 2023 года в России предусмотрен день воинской славы «3 сентября — День Победы над милитаристской Японией и окончания Второй мировой войны (1945 год)».
В Китае 3 сентября празднуется День победы над милитаристской Японией.
В Корее 15 августа празднуется как «День освобождения».

## В СССР и России
2 сентября 1945 года была подписана капитуляция Японии и завершилась Вторая мировая война. В этот же день указом Президиума Верховного Совета СССР 3 сентября было объявлено праздником победы над Японией. В 1945 и 1946 годах 3 сентября был нерабочим днём. В 1947 году в указ внесли изменения, сделав этот день рабочим. При этом сам указ продолжал действовать и формально праздник остался в календаре, но его перестали отмечать.
В 2020 году по инициативе ветеранских организаций и Сахалинских депутатов, которые неоднократно жаловались, что праздник 3 сентября забыт, в федеральный закон «О днях воинской славы и памятных датах России» были внесены изменения. Однако они не восстанавливали праздник победы над Японией, а устанавливали 3 сентября как День окончания Второй мировой войны, убрав его из перечня памятных дат, где он отмечался 2 сентября — в фактическую дату окончания войны. Такая рокировка дат вызвала непонимание в обществе, депутатов обвинили в популистском переносе общепринятой даты окончания Второй мировой войны. Кроме того, новая дата совпала с Днём солидарности в борьбе с терроризмом, который напрямую связан с Бесланской трагедией. В частности глава Северной Осетии заявил, что отказывается праздновать окончание Второй мировой войны 3 сентября, так как в этот день в республике вспоминают жертв теракта в Беслане.
В 2023 году в наименование дня воинской славы России было возвращено упоминание о победе над Японией: «3 сентября — День Победы над милитаристской Японией и окончания Второй мировой войны (1945 год)».